# Claudia Roden
Pour les articles homonymes, voir Roden.
Claudia Roden, née Douek, en 1936, est une anthropologue culturelle et l’auteure de livres de cuisine britannico-égyptienne. Elle est cairote, sépharade/mizrahi par ses origines familiales. Elle est surtout connue comme un des auteurs renommés de livres de cuisine du Moyen-Orient, notamment A Book of Middle Eastern Food, The New Book of Middle Eastern Food et Arabesque-Sumptuous Food from Morocco, Turkey and Lebanon.

## Biographie
Roden est née en 1936 au Caire, Royaume d'Égypte, fille de César Elie Douek et de son épouse Nelly Sassoon. Ses parents sont issus de familles de commerçants juifs syriens éminents qui avaient émigré d'Alep au siècle précédent. Elle grandit à Zamalek, au Caire, avec deux frères, Ellis Douek et Zaki Douek,.
Elle est championne nationale d'Égypte de natation sur le dos à l'âge de 15 ans.
En 1951, Roden s'installe à Paris et fréquente un pensionnat pendant trois ans. En 1954, elle déménage à Londres où elle étudie la peinture à la Saint Martin's School of Art. Elle partage un appartement avec ses frères Ellis Douek et Zaki Douek. Dans l'appartement londonien, Roden, tout en préparant les repas de ses frères, commence à expérimenter la cuisine. Elle se souvient de recettes familiales, de tartes aux aubergines et aux épinards, et de menthe et d'agneau. Ces deux aliments ne sont pas souvent cuisinés à Londres à cette époque et trouver des ingrédients à Londres est donc une aventure. En 1959, elle épouse Paul Roden, un importateur de vêtements issu d'une famille d'immigrants juifs russes, et ils se séparent après 15 ans. Ils ont trois enfants.
Elle ne retourne pas en Égypte avant une trentaine d’années, bien après l'expulsion de sa famille et de la plupart des membres de la communauté juive du Caire (Gamal Abdel Nasser, après la crise du canal de Suez en 1956, expulse les Juifs du pays). Nombre de ses livres reflètent sa nostalgie de la culture communautaire perdue, en particulier telle qu'elle exprime dans les arts culinaires et les occasions sociales qui y sont associées. Ses parents la rejoignent à Londres. Lorsqu'elle accepte un emploi dans les bureaux d'Alitalia à Piccadilly, sa famille comprennent mal cette situation. « Pour mon père, c'était une honte totale qu'une femme gagne de l'argent. Il ne voulait pas qu'on me voie. Je devais me cacher derrière le bureau si je voyais quelqu'un que je connaissais. Lorsque mon livre [Middle Eastern Food] est devenu un succès, il était fier, mais il tenait aussi à dire aux gens que je ne l'avais certainement pas écrit pour l'argent. ».
Elle vit à Hampstead Garden Suburb depuis le début des années 1970.
Outre ses nombreux ouvrages de cuisine, notamment A Book of Middle Eastern Food, The New Book of Middle Eastern Food, Arabesque-Sumptuous Food from Morocco, Turkey and Lebanon, The Book of Jewish Food: An Odyssey from Samarkand and Vilna to the Present Day, ou encore The Food of Spain, Roden travaille également pour la BBCet donne des conférences.

## Apports
Des écrivains et chefs culinaires tels que Melissa Clark et Yotam Ottolenghi lui ont attribué un rôle important dans l'introduction de la cuisine égyptienne en particulier et du Moyen-Orient en général en Grande-Bretagne et aux États-Unis. Paul Levy la classe avec d'autres écrivains gastronomiques tels qu'Elizabeth David, Sri Owen, Julia Child, et Jane Grigson qui, à partir des années 1950, « ont approfondi les connaissances autour de la nourriture en abordant les questions de culture, de contexte, d'histoire et d'identité ». Ses nombreux livres de cuisine, écrit Clark, ont « produit un genre d'œuvres qui est à la fois littéraire et profondément documenté tout en étant, au fond, des manuels pratiques sur la façon de faire des repas délicieux ».
Plusieurs de ses ouvrages sont publiés en français, notamment par la maison d’édition Flammarion, tels en 2012 Le Livre de la cuisine espagnole ou encore Le Livre de la cuisine juive.